# Наполеон (фильм, 1995)
Наполеон (англ. Napoleon) — семейный фильм австралийского производства.

## Сюжет
Щенок по имени Маффин живёт с человеческой семьёй и собственной матерью. Маффин, или как любит называть он сам себя Наполеон, во время дня рождения из любопытства залезает в корзину с прикреплёнными к ней воздушными шариками, но корзина отвязывается от троса и вместе с Наполеоном улетает от матери, дома и людей.

Наполеон пролетает высоко над городом, направляясь к морю. Наполеон боится моря а точней воды ведь он уверен что не умеет плавать. Во время полёта он встречает птицу Бирдо, тот предлагает ему помочь спуститься. Бирдо лопает когтями воздушные шары и корзина со щенком падает вниз, к облегчению Бирдо, щенок при «посадке» не пострадал.

Наполеон отправляется в дикий лес искать диких собак, чей зов он слышит вдали и на кого хочет походить, он считает их свободолюбивыми, независимыми, храбрыми, но реальность не так сладка как он представляет.

Один на один с дикой природой в диких условиях Наполеон начинает осознавать что он не подготовлен к выживанию в диких условиях природы, о чём ему напоминают местные жители с которыми он пересекается по ходу своего путешествия. Ему надо где-то переночевать. Обнаружив большое дерево, он решает изучить его, но дерево уже занято кошкой а чужаков она не любит. Кошка видит в Наполеона большую мышь и начинает преследовать его. Наполеону помогают избавиться на время от кошки, столкнув её в воду когда она хотела напасть на щенка. Но его предупреждают что та если жива будет преследовать его пока тот жив.

Позже Наполеон снова встречает Бирдо и тот решает научить его как выжить в дикой природе.
Наполеон учится охотиться, практикуясь на стае кроликов, но не может поймать хотя бы одного и, в конечном счёте, лакомится мхом, на что Бирдо возражает, что мох - не собачья еда. Собаки должны есть мясо. Наполеон слышит и идёт на вой диких собак, но когда он наконец приходит до места откуда доносится вой, то обнаруживает ящерицу. Теперь он понимает, что вой, который он слышал, издавала ящерица. Наполеон в печали.

Начинается дождь. Спасаясь от ливня он находит убежище в котором обнаруживает двух щенков-динго и думает что они потерялись, как и он. Вода наполняет пещеру и смывает одного из щенков, Наполеон спасает его, по ходу дела обучая щенка как правильно карабкаться чтобы преодолевать препятствия. Возвращение матери щенков. Наполеон нашёл диких собак.

Та разрешает ему остаться с ней и с её щенками. Когда оставив щенков и уйдя с Наполеоном она интересуется, зачем Наполеону быть с дикими собаками. Он рассказывает что он всегда хотел чувствовать себя храбрым, большим диким псом, живя в дикой природе, но признаётся, что разочарован в своих мечтах. Она возражает, это его бесстрашие привело его сюда и помогло спасти её щенков, этим он показал что в нём живёт настоящий дух дикой собаки. Она согласилась помочь Наполеону вернуться домой.

Наполеон всё ближе и ближе приближается к дому в сумке, рассекая саванну в сумке кенгуру. На берегу находит корзину, которая поможет ему перебраться на другой берег домой.

Корзина не пуста, в ней пингвин.

В пингвине Наполеон видит себя, когда он только причалил сюда, он был также глуп и неопытен, теперь он боится за судьбу пингвина и объясняет ему что он должен вернуться к своим соплеменникам, или он погибнет тут. Пингвин не слушает, мнит себя большим и сильным. Как и Наполеон когда-то.

Кошка жива. Она вернулась. За ними.

Наполеон взбирается как можно выше от преследующей его кошки, но попадает в тупик. Теперь только он и кошка. Слишком долго она гонялась за этой большой мышью. Снизу громко кричит пингвин и кошка, отвлекаясь на того, решает что может большой мышь может подождать? В этот момент Наполеон разбегается и сваливает кошку с пропасти в корзину и та уплывает.
На самом верху скалы Наполеон видит образ-привидение воющей дикой собаки, символизируя, что внутренне он стал дикой собакой.

Далее Наполеон встречает Бирдо верхом на черепахе, которая возвращает Наполеона в город. Наполеон возвращается домой к своей матери, которая соглашается называть его Наполеоном а не Маффином.

## В ролях
| Актёр         | Роль                   |
| ------------- | ---------------------- |
| Джейми Крофт  | голос Наполеона        |
| Филип Куэст   | голос Бирдо            |
| Сьюзан Лионс  | голос матери Наполеона |
| Барри Хамфрис | голос кенгуру          |
| Фрэнк Уиттл   | голос коалы            |